# Homalattus pustulatus
Espèce
Synonymes
- Salticus pustulatus White, 1841

Homalattus pustulatus est une espèce d'araignées aranéomorphes de la famille des Salticidae.

## Distribution
Cette espèce est endémique du Cap-Occidental en Afrique du Sud,.

## Publication originale
- White, 1841 : Description of new or little known Arachnida. Annals and Magazine of Natural History, vol. 7, p. 471-477 (texte intégral).